# لوال دنگ
لوال دنگ (به انگلیسی: Luol Deng) متولد ۱۹۸۵ در سودان جنوبی بازیکن حرفه‌ای بسکتبال ان بی ای است که برای لس آنجلس لیکرز توپ می‌زند. وی در سال ۲۰۰۴ وارد ان بی ای شد. این ملی‌پوش تیم ملی بسکتبال مردان انگلیس به سبب بازی خود دارای شهرت زیادی در لیگ ان بی ای است. لوال دنگ، بسکتبالیست لس آنجلس لیکرز با ۵۰ میلیون یورو در کنار گواردیولا در رتبه نهم ثروتمندترین ورزشکار بریتانیا قرار گرفته‌است.